# Zygmunt Michałowski (dziennikarz)
Zygmunt Antoni Franciszek Michałowski (ur. 10 marca 1918 w Krakowie, zm. 11 lipca 2010 tamże) – polski dziennikarz, publicysta, komentator. Dyrektor Rozgłośni Polskiej Radia Wolna Europa w Monachium w latach 1976–1982.

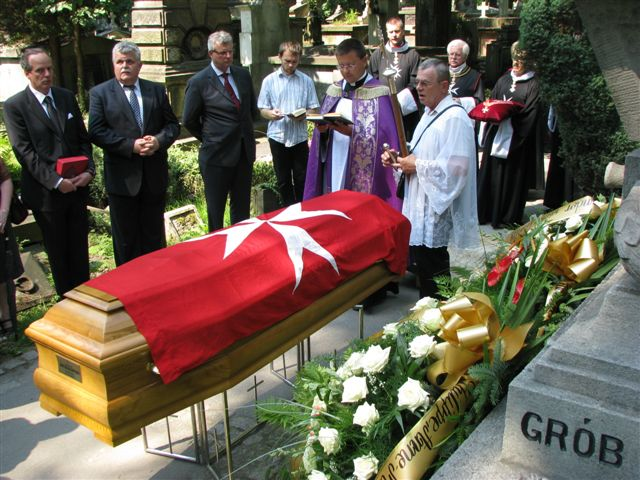
Pogrzeb Zygmunta Michałowskiego

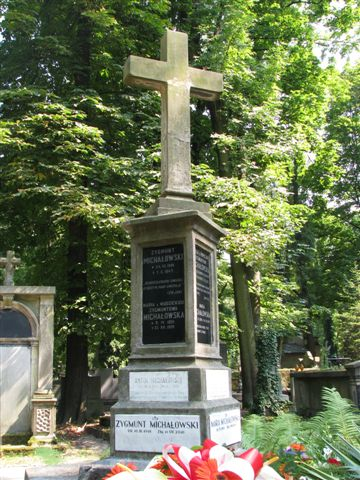
Grobowiec Michałowskich

## Życiorys
Syn Zygmunta Michałowskiego (1881-1947) i Marii z domu Wodzickiej (1885-1979). Miał troje rodzeństwa: Krzysztofa (benedyktyn, przeor i opat w Tyńcu), Marię (1916-1993, m.in. pracownica „Tygodnika Powszechnego”) i Annę (zamężna Balloux).
Studiował prawo na Uniwersytecie Jagiellońskim w Krakowie (studia przerwane przez wybuch II wojny światowej). Po wejściu do Polski wojsk sowieckich przedostał się w październiku 1939 r. przez Rumunię, Węgry, Grecję i Jugosławię do Francji, korzystając z pomocy udzielanej uchodźcom polskim przez placówki dyplomatyczne RP. Wcielony do stworzonych we Francji Polskich Sił Zbrojnych brał udział w kampanii francuskiej w 1940 r. Po klęsce Francji ewakuowany do Anglii.
Uzyskał urlop z wojska na dokończenie studiów prawniczych. Studiował najpierw na Uniwersytecie St. Andrew w Szkocji, a następnie na Polskim Wydziale Prawa Uniwersytetu w Oxfordzie (tu w 1944 r. uzyskał stopień magistra). Po odbyciu kursu dyplomatyczno-konsularnego w Londynie wstąpił do służby w ministerstwie spraw zagranicznych Rządu na Uchodźstwie. Po wyzwoleniu Belgii, od końca 1944 do 5 lipca 1945 pełnił funkcję attaché poselstwa RP w Brukseli. Był aktywnym działaczem Polskiego Ruchu Wolnościowego „Niepodległość i Demokracja” (NiD), do którego należeli m.in. Jerzy Lerski, Jan Nowak-Jeziorański, Rowmund Piłsudski, czy Piotr Wandycz. W 1947 przystąpił do Zjednoczenia Polskiego Uchodźstwa Wojennego. Był sekretarzem komitetu wykonawczego Zjednoczenia w Brukseli (od 1947 do 1948) i Paryżu (od 1948 do 1950). Następnie wyemigrował do Australii, gdzie od 1950 do 1952 pracował w przemyśle.
W 1954 powrócił do Europy i objął stanowisko korespondenta Rozgłośni Polskiej Radia Wolna Europa w Berlinie. Następnie przeniesiony został przez ówczesnego dyrektora Rozgłośni Polskiej RWE Jana Nowaka-Jeziorańskiego do biura RWE w Paryżu, gdzie współpracował m.in. z Maciejem Morawskim.
W 1962 poślubił Marię Louise Annę Douglas von Lagenstein (1921-1963), która zmarła w rok po urodzeniu ich syna, Aleksandra.
Wezwany do centrali RWE w Monachium, był m.in. asystentem dyrektora Rozgłośni Polskiej (od 1 maja 1967) i zastępcą dyrektora (od 1 września 1972). Po odejściu Jana Nowaka-Jeziorańskiego, w latach 1976–1982 z jego rekomendacji objął stanowisko dyrektora Rozgłośni Polskiej RWE.
W 1982 przeszedł na emeryturę. Zamieszkał w Belgii. W ostatnich latach życia wrócił do Krakowa, gdzie mieszkał przy pl. Sikorskiego 3, w dawnym mieszkaniu swojej matki.
Zmarł 11 lipca 2010. Został pochowany w grobowcu rodzinnym na cmentarzu Rakowickim w Krakowie po pogrzebie 16 lipca 2010. Podczas uroczystości przekazano na ręce rodziny Krzyż Komandorski z Gwiazdą Orderu Odrodzenia Polski, nadany Michałowskiemu postanowieniem z 11 grudnia 2009.

## Ordery i odznaczenia
- Krzyż Komandorski z Gwiazdą Orderu Odrodzenia Polski (11 grudnia 2009, za wybitne zasługi w działalności na rzecz wspierania przemian demokratycznych w Polsce, za niesienie pomocy humanitarnej Polakom w czasie stanu wojennego, za działalność społeczną)[2]
- Krzyż Komandorski Orderu Odrodzenia Polski (3 maja 1982)[3]
- Kawaler Honoru i Dewocji Związku Polskich Kawalerów Maltańskich (od 1993)